# راؤول تشافيز (لاعب كرة قدم)
راؤول تشافيز (بالإسبانية: Raúl Chávez)‏ هو لاعب كرة قدم مكسيكي في مركز الهجوم، ولد في 4 مارس 1939 في Charcas ‏ في المكسيك، وتوفي في 4 نوفمبر 2010 في مونتيري في المكسيك. لعب مع نادي مونتيري.

## وصلات خارجية
- راؤول تشافيز على موقع ناشيونال فوتبول تيمز (الإنجليزية)
- راؤول تشافيز على موقع عالم كرة القدم.نت (الإنجليزية)
- راؤول تشافيز على موقع اللجنة الأولمبية الدولية (الإنجليزية)
- راؤول تشافيز على موقع أوليمبيديا (الإنجليزية)